# Крстац (Никшић)
Крстац је насељено мјесто и сједише мјесне заједнице Голија у општини Никшић, Црна Гора.

## Знамените личности
- Милосав Марјановић (1931-2023), математичар и члан Српске академије наука и уметности.